# Rio Arpășel
O Rio Arpăşel é um rio da Romênia afluente do rio Arpaş, localizado no distrito de Sibiu.